# Mark Lamsfuß
Mark Lamsfuß (Wipperfürth, 19 de abril de 1994) es un deportista alemán que compite en bádminton, en las modalidades de dobles y dobles mixto.
Ganó una medalla de bronce en el Campeonato Mundial de Bádminton de 2022 y cinco medallas en el Campeonato Europeo de Bádminton entre los años 2018 y 2022.

## Palmarés internacional
| Campeonato Mundial | Campeonato Mundial | Campeonato Mundial | Campeonato Mundial |
| Año                | Lugar              | Medalla            | Prueba             |
| ------------------ | ------------------ | ------------------ | ------------------ |
| 2022               | Tokio (Japón)      | Medalla de bronce  | Dobles mixto       |
| Campeonato Europeo |                    |                    |                    |
| Año                | Lugar              | Medalla            | Prueba             |
| 2018               | Huelva (España)    | Medalla de bronce  | Dobles mixto       |
| 2021               | Kiev (Ucrania)     | Medalla de plata   | Dobles             |
| 2021               | Kiev (Ucrania)     | Medalla de bronce  | Dobles mixto       |
| 2022               | Madrid (España)    | Medalla de oro     | Dobles             |
| 2022               | Madrid (España)    | Medalla de oro     | Dobles mixto       |